# VII dinastia egizia
La VII dinastia egizia è ormai considerata da tutti gli storici una dinastia spuria ossia non esistente.

L'unico riferimento alla sua esistenza proviene da Manetone attraverso le sue epitomi nelle opere di Sesto Africano ed Eusebio di Cesarea.
Sesto Africano riporta: ... settanta re di Menfi che regnarono per settanta giorni mentre Eusebio di Cesarea scrive: ... cinque re di Menfi che regnarono per settanta giorni.
Il Canone Reale, molto frammentario sembrerebbe avere spazio dopo la VI dinastia per cinque nomi ma le fonti archeologiche non hanno mai fornito nessuna conferma a questa ipotesi.